# Banna'i

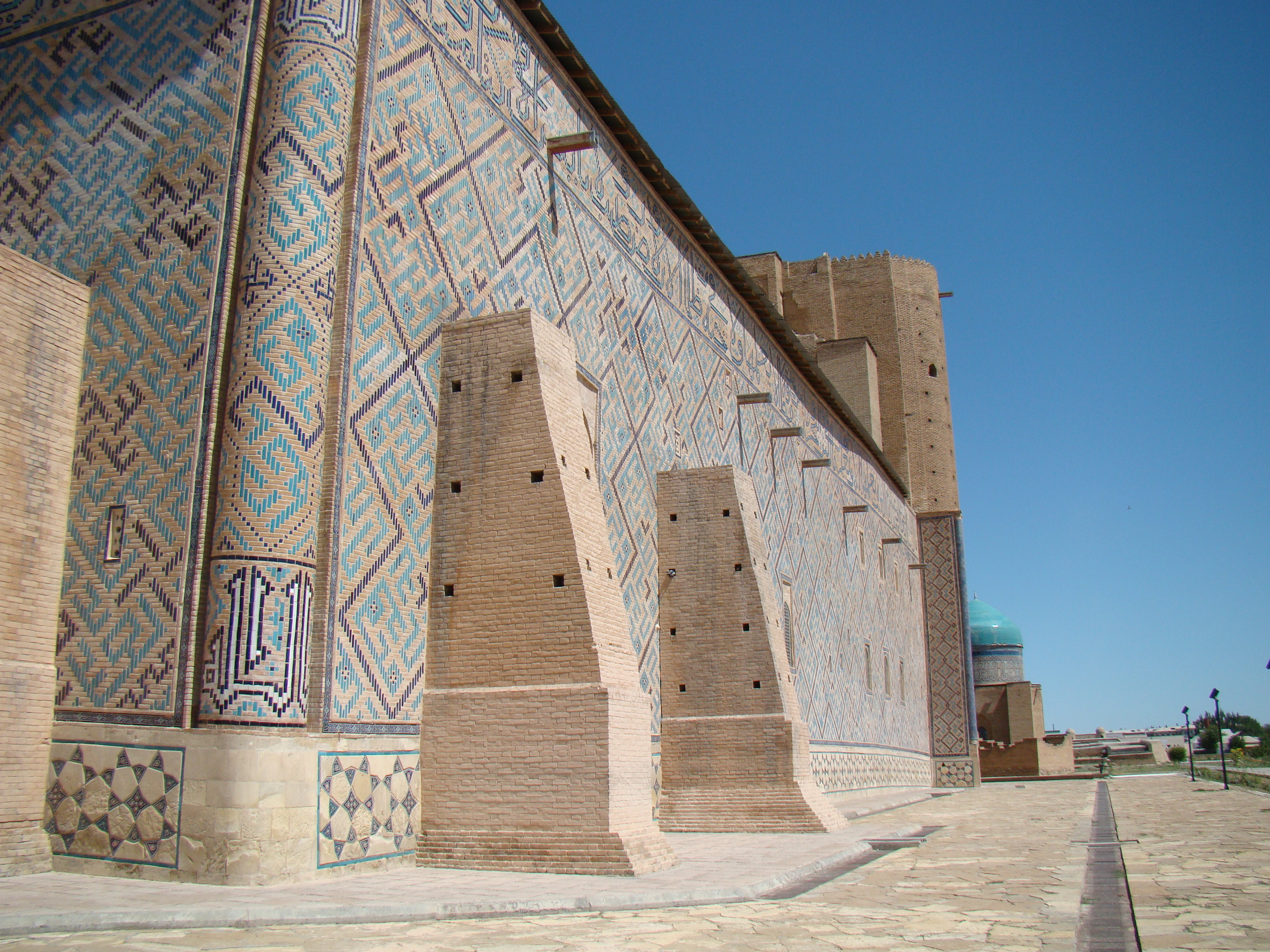
Enrajolat d'estil banna'i en el mausoleu de Khoja Ahmad Yasawi. Els maons blaus formen els noms d'Al·là, Muhàmmad i Alí ibn Abi-Tàlib, utilitzant la cal·ligrafia cúfica geomètrica.

En l'arquitectura iraniana, banna'i (persa: بنائی, «tècnica del constructor») és un art decoratiu arquitectònic en el qual s'alternen taulells esmaltats amb maons llisos, per crear patrons geomètrics sobre la superfície d'una paret, o per escriure noms sagrats o frases devotes. Aquesta tècnica es va originar a Síria i l'Iraq el segle viii, i va madurar en l'època seljúcida i timúrida, ja que es va estendre a l'Iran, Anatòlia i l'Àsia central. Si el disseny fet amb maons està en relleu, es coneix com a hazarbaf (persa: هزارباف; hazar «mil» i baf «teixits») en referència a l'aspecte entreteixit dels maons.

## Història

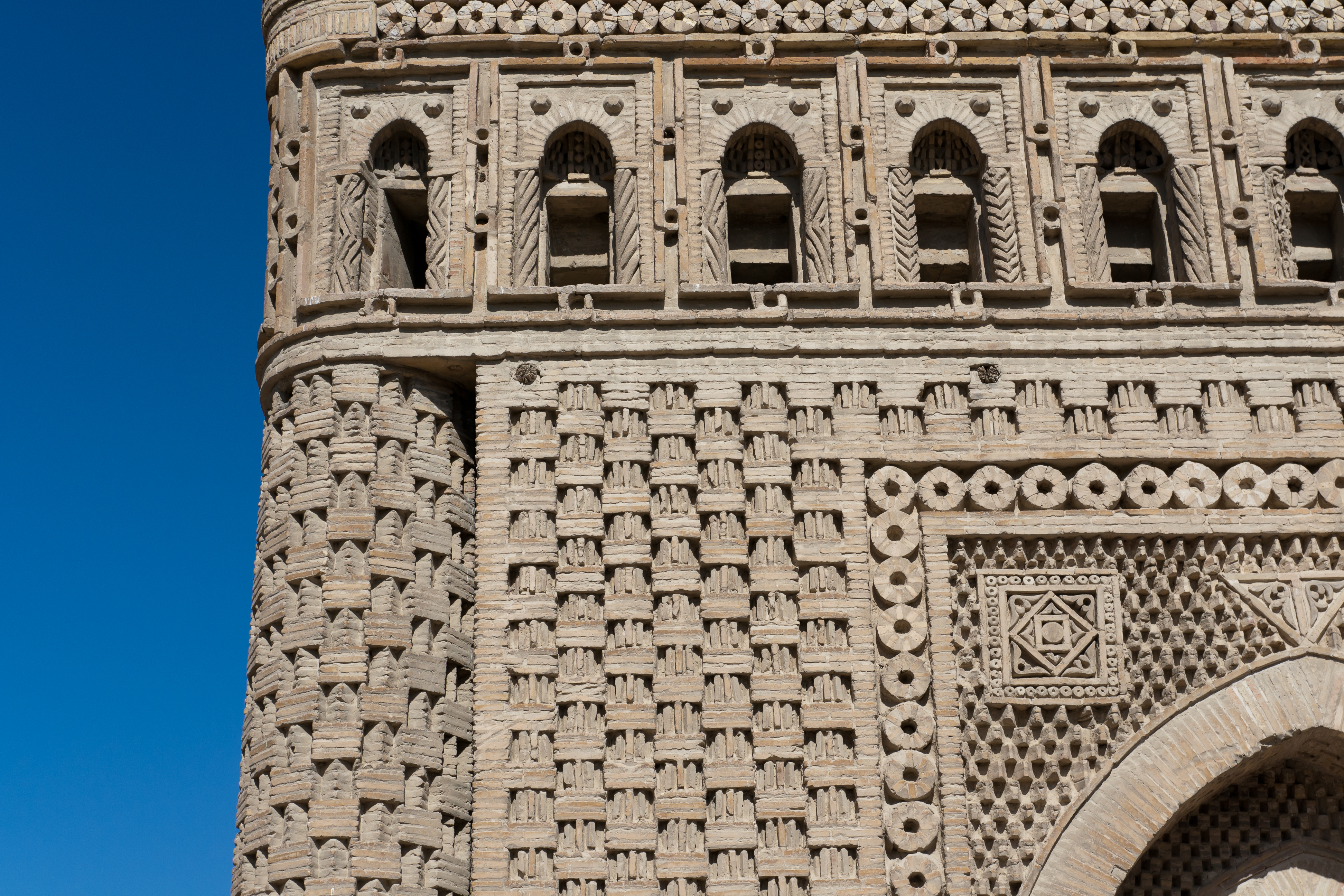
Les parets del mausoleu d'Ismaïl ibn Àhmad (segle IX o X) són un dels primers exemples d'hazarbaf, un tipus d'enrajolat amb estampat entrellaçat.

L'exemple més antic que es conserva d'enrajolat decoratiu amb maons de colors es troba en la porta de la ciutat d'Ar-Raqqà (722 dC), mentre que el primer exemple conegut de hazārbāf es troba en el palau d'Ujaydir prop de Bagdad, construït entorn de l'any 762. Aquesta tècnica va aparèixer a l'Iran i a l'Àsia central més d'un segle després, però amb dissenys més sofisticats. La tomba del governant de la família Samànida, Ismaïl ibn Àhmad, a Bukharà (Uzbekistan), tenia parets amb maons que sobresortien i encastats, que creaven un estampat entrellaçat.
Les tècniques de l'enrajolat islàmic es van tornar més sofisticades al llarg dels segles. Al segle xi, l'ús de maons de múltiples grandàries i la variació en la profunditat de la junta entre maons projectaven ombres que contrastaven fortament amb les línies horitzontals de les fileres de maons com, per exemple, en el mausoleu d'Arslan Jadhib en el complex de Sang Bast. Es van col·locar files de maons a l'interior de la façana o per sobre de l'edifici per crear espais positius i negatius, com en el minaret de Damghan, per exemple, o a la torre de Pir-i-Alamdar. El minaret de Chihil-Dukhtaran a Esfahan, construït entre 1107 i 1108, és un dels primers exemples d'enrajolat amb triangles, quadrats, octògons i dissenys cruciformes. Un altre exemple és el minaret de Saveh, que va impulsar l'enrajolat amb cal·ligrafies cúfica i naskh. El monument Gunbad-i Sorkh a l'Azerbaidjan, construït el 1147, està format per deu tipus diferents de maons tallats, en les columnes de les cantonades.
Al segle xii, a l'Azerbaidjan, els maons es combinaven amb rajoles. Normalment aquests maons eren de color blau cobalt o turquesa.

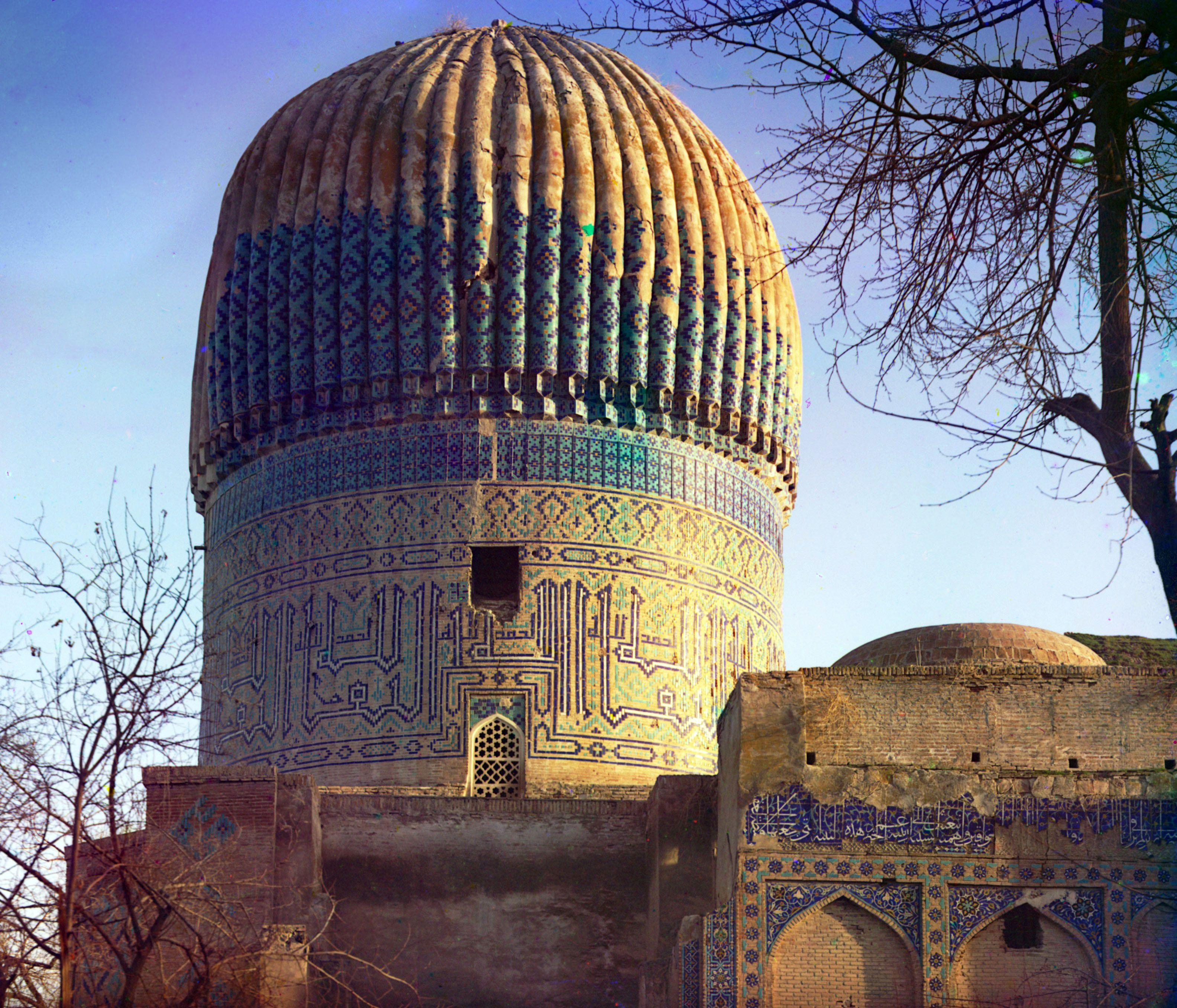
La tomba de Tamerlà està coberta d'inscripcions religioses fetes amb maons de colors.

En el minaret de la ciutat de Gazni, construït entorn de l'any 1100, es troba el primer exemple de cal·ligrafia gravada en maó. En aquest minaret afganès podem llegir el nom del governant gaznèvida Màlik Arslan Xah i els seus títols. Per crear aquesta inscripció es van inserir trossos de terracota entre els maons. En algunes edificacions posteriors es va fer servir l'ombra projectada pels maons en relleu, per escriure paraules, mentre que en d'altres van utilitzar maons de diferents colors. Aquesta pràctica va derivar en recobrir totalment els edificis de maó amb inscripcions sagrades que enaltien els noms d'Al·là, Alí i Muhàmmad.
Es creu que el cúfic geomètric, una versió de la cal·ligrafia cúfica àrab que consta només d'angles quadrats, és una adaptació arquitectònica d'aquesta cal·ligrafia. L'escriptura cúfica s'aconseguia utilitzant maons quadrats.